# 永遠の女囚
『永遠の女囚』（えいえんのじょしゅう）は、木々高太郎の短編推理小説。1938年、『新青年』11月号に掲載された。志賀博士シリーズの一篇である。

## あらすじ
繁之・正子夫妻は、当年24歳になる妹の桂の奇行に悩まされていた。正子と桂は腹違いの姉妹であり、正子の父親、雲井久右衛門は桂に婿を迎え、全財産を与え、家を継がせようとしていたが、一方で、後妻である桂の母親を離別していた。桂は18歳の時、東京の学校に通うため、繁之の家に寄寓していた。桂は実母を父親に借りさせた一軒家に内緒で住まわせていた。
帰郷後、桂は父親より婿を迎えることを求められ、22歳の時に帝国大学を卒業した夫を迎えることになった。しかし、一泊したホテルの部屋より桂は脱走し、5，6日後に実家へ帰ってきた。結婚式だけしてみたかった、というのが桂の言い分であった。桂は再び繁之のところへ6ヶ月ほど預けられることになったが、鄕里へ帰る前に、桂は繁之の事務所を尋ね、親の承諾なしで結婚できるのは25歳以降であることを確かめ、その年齢になったら、自分も安心できる、と謎めいた言葉を残した。
鄕里に戻った途端に、桂は再度駆け落ちをしたが、ほどなくして相手から不意に逃げ出して、実家へ戻ってしまった。正子は二度あることは三度ある、と言って妹が問題を起こすことを予言するが、三度目の事件は、小作争議で長年悩まされていた久右衛門を、桂が殺害した、というものであった。
正子は絶望して泣き叫んだが、その嘆きを聞いた繁之は、桂への思いに気づき、桂の弁護をしようと志願する。鑑定を担当した志賀博士の協力もあって、何とか桂の罪が冤罪であることを証明することが可能になった矢先、繁之と面会した桂は、自分を救うのはやめてほしい、今の境遇が一番幸せだと訴えた。繁之は桂への愛情を伝え、その言葉を聞いた桂はいつまでも泣きじゃくっていた。

## 登場人物
繁之
弁護士。物語の視点人物。
正子
繁之の妻。父親の意向で20歳で繁之と結婚させられている。5歳年下の妹の桂の奇行にやきもきさせられており、桂が共産主義の影響を受けている、と思いこんでいる。
雲井桂
正子の母親違いの妹。自由奔放な性格で、父親のあてがった帝大出身の婿を振り、駆け落ちをしたりしている。
雲井久右衛門
正子・桂の父親。地方の名望家にして素封家。小作争議を起こしていた。
久右衛門の後妻
桂の母親で、正子の結婚後、2年にして離縁される。
田上
雲井家の村の青年団長。
志賀司馬三郎
某官立大学の法医学教室の医学博士。繁之の桂を救おうとする活動をサポートし、ある仮説の証明をする。
留置所の監視員
繁之と桂の会話を聞いて、抽象的な話だという感慨を漏らす。

## 解説
- 紀田順一郎は、不倫となるべき愛情を女性の側が隠し抜こうとする凄絶な内面を描いた、男性から見た女性像を描いていると述べ、木々高太郎作品特有の抒情性が遺憾なく発揮されており、女性の側の自己犠牲のテーマに着目し、男性が形而上学的な問題や観念的な世界に熱中しているのを、生活者として支えているのが女性であるという考えが、作者のうちにあるのだろうと述べている。それは木々高太郎が大正デモクラシーの時代に育ったことと無縁ではなかろうとも評している[1]。